# Tuscumbia (Missouri)
Tuscumbia és una població dels Estats Units a l'estat de Missouri. Segons el cens del 2000 tenia 218 habitants.

## Demografia
Segons el cens del 2000, Tuscumbia tenia 218 habitants, 57 habitatges, i 40 famílies. La densitat de població era de 240,5 habitants per km².
Dels 57 habitatges en un 29,8% hi vivien nens de menys de 18 anys, en un 54,4% hi vivien parelles casades, en un 14% dones solteres, i en un 28,1% no eren unitats familiars. En el 24,6% dels habitatges hi vivien persones soles el 15,8% de les quals corresponia a persones de 65 anys o més que vivien soles. El nombre mitjà de persones vivint en cada habitatge era de 2,35 i el nombre mitjà de persones que vivien en cada família era de 2,68.
Per edats la població es repartia de la següent manera: un 15,1% tenia menys de 18 anys, un 20,2% entre 18 i 24, un 31,7% entre 25 i 44, un 22,5% de 45 a 60 i un 10,6% 65 anys o més.
L'edat mediana era de 35 anys. Per cada 100 dones de 18 o més anys hi havia 156,9 homes.
La renda mediana per habitatge era de 19.375 $ i la renda mediana per família de 26.875 $. Els homes tenien una renda mediana de 15.341 $ mentre que les dones 16.000 $. La renda per capita de la població era de 8.117 $. Entorn del 12% de les famílies i el 19,3% de la població estaven per davall del llindar de pobresa.

## Poblacions més properes
El següent diagrama mostra les poblacions més properes.